# Uniwersytet Josipa Juraja Strossmayera w Osijeku
Uniwersytet Josipa Juraja Strossmayera w Osijeku (chorw. Sveučilište Josipa Jurja Strossmayera u Osijeku) – chorwacki uniwersytet z siedzibą w Osijeku. Został założony 31 maja 1975 na mocy decyzji Zgromadzenia Chorwackiego z dnia 26 marca tego samego roku. Uczelnia nosi imię Josipa Juraja Strossmayera, XIX-wiecznego polityka i duchownego chorwackiego.
W jej skład wchodzi jedenaście wydziałów, pięć działów oraz Akademia Sztuki. Funkcję rektora sprawuje prof. dr Željko Turkalj. Zajęcia na niektórych wydziałach odbywają się także w Slavonskim Brodzie i w Đakovie.

## Struktura[3]

### STEM
- Wydział Budownictwa (Građevinski fakultet)
- Wydział Elektrotechniki, Informatyki i Technologii Informacyjnych (Fakultet elektrotehnike, računarstva i informacijskih tehnologija)
- Wydział Inżynierii w Slavonskim Brodzie (Strojarski fakultet u Slavonskom Brodu)
- Wydział Medyczny (Medicinski fakultet)
- Wydział Rolniczy (Poljoprivredni fakultet)
- Wydział Technologii Żywnienia (Prehrambeno-tehnološki fakultet)
- Dział Biologii (Odjel za biologiju)
- Dział Chemii (Odjel za kemiju)
- Dział Fizyki (Odjel za fiziku)
- Dział Matematyki (Odjel za matematiku)

### Nauki humanistyczno-społeczne[a]
- Wydział Ekonomiczny (Ekonomski fakultet)
- Wydział Nauk Pedagogicznych (Fakultet za odgojne i obrazovne znanosti)
- Wydział Filozoficzny (Filozofski fakultet)
- Wydział Prawa (Pravni fakultet)
- Katolicki Wydział Teologiczny w Đakovie (Katolički bogoslovni fakultet u Đakovu)
- Dział Kulturoznawstwa (Odjel za kulturologiju)

### Inne
- Akademia Sztuk Pięknych (Umjetnička akademija)